# Limotettix instabilis
Limotettix instabilis är en insektsart som beskrevs av Van Duzee 1893. Limotettix instabilis ingår i släktet Limotettix och familjen dvärgstritar. Inga underarter finns listade i Catalogue of Life.